# Erich Reiss Verlag
Der Erich Reiss Verlag war ein Buchverlag in Berlin von 1908 bis 1936.

## Geschichte

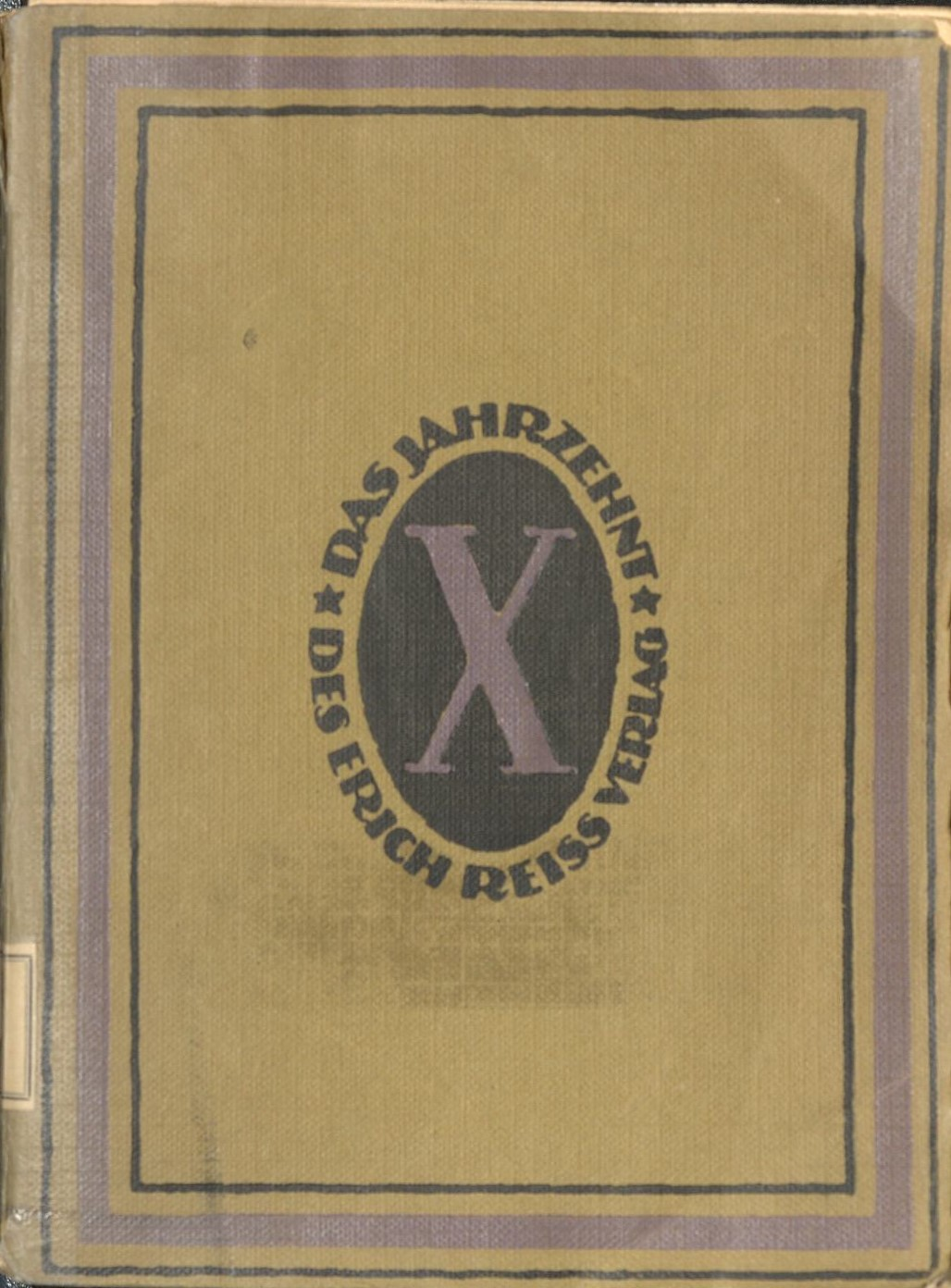
Almanach zum zehnjährigen Bestehen des Verlages 1918

1908 gründete der 21 Jahre alte Erich Reiss einen Verlag aus dem finanziellen Erbe seines Vaters. Sein Verdienst war in den folgenden Jahren, dass er junge avantgardistische Schriftsteller und Künstler förderte. Für ihn war Geld nur ein Mittel zum Zweck, kein Hauptziel.
Deshalb geriet er 1926 in erhebliche Schwierigkeiten, als sein Prokurist größere Summen veruntreute. Die Existenz des Verlages konnte nur mit Mühe erhalten werden. Erich Reiss verkaufte Immobilien, um diesen weiterführen zu können, dennoch gab es seitdem nur noch ein kleines Verlagsprogramm. Ab 1933 verlegte er nur noch jüdische Literatur. 1935 wurden viele seiner Bücher öffentlich verbrannt. 1936 hörte der Erich Reiss Verlag auf zu existieren.
Die Restbestände einschließlich des Archivs wurden vernichtet. Der Verleger Erich Reiss kam im November 1938 in das KZ Sachsenhausen. Er wurde dann auf Fürsprache der dänischen Schriftstellerin Karin Michaëlis freigelassen und konnte durch Vermittlung der Dichterin Selma Lagerlöf beim schwedischen König dorthin emigrieren. Später lebte er in den USA.

## Publikationen
Zu den bekanntesten Autoren gehörten Hugo von Hofmannsthal, Gabriele D’Annunzio, Ernst Toller, André Gide, Klabund, Julius Bab, Eduard Stucken, Maximilian Harden, Alfred Polgar, Egon Erwin Kisch, Kasimir Edschmid, Maurice Maeterlinck, Hugo Ball,  Johannes R. Becher und Gottfried Benn, weitere waren Richard Huelsenbeck, Herbert Eulenberg, Leo Greiner und Gerson Stern. Einige Werke wurden von Künstlern wie George Grosz illustriert. 
Es gab auch Schriften von Politikern wie Raymond Poincaré und Tomáš Garrigue Masaryk. 

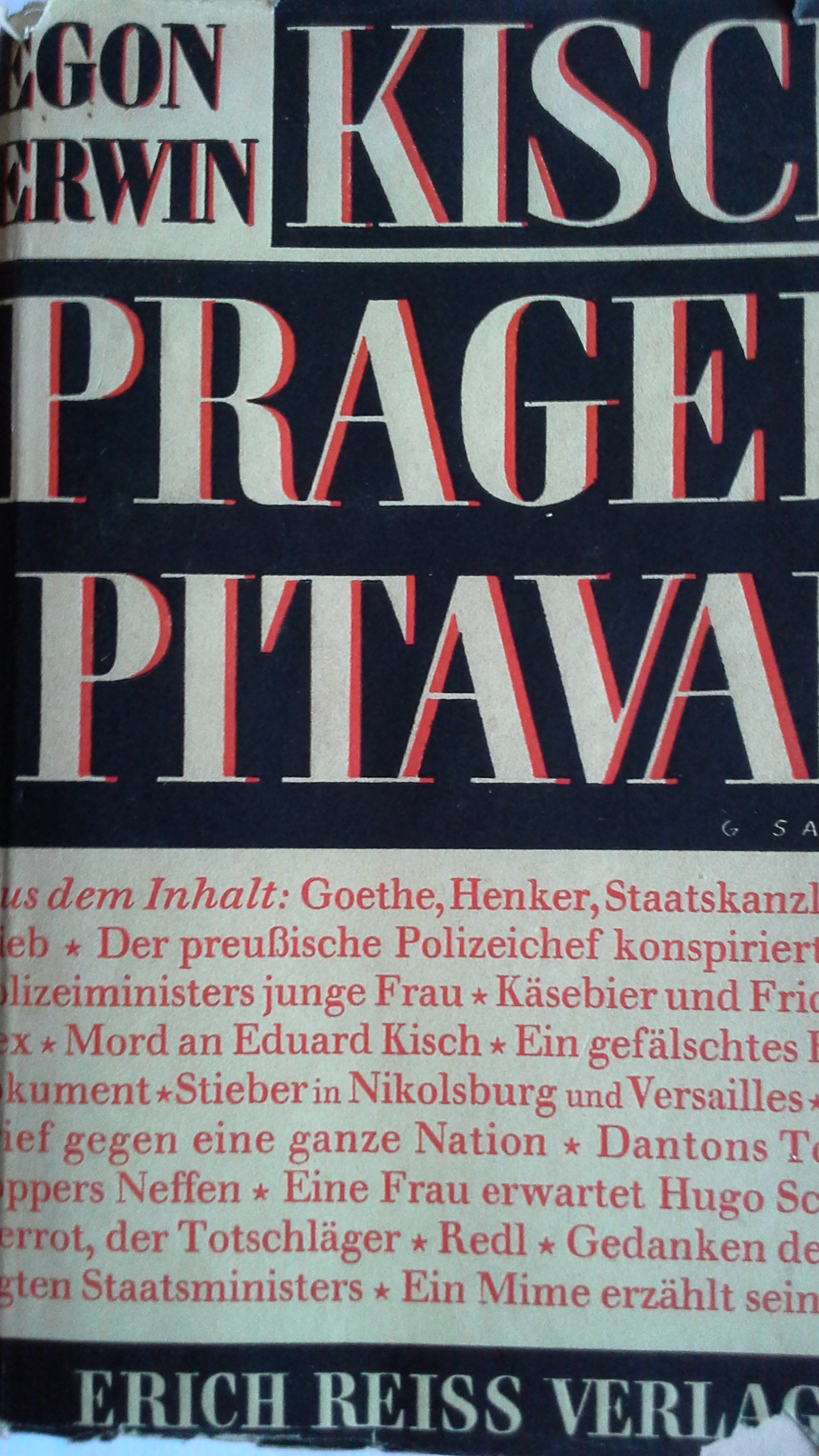
Prager Pitaval 1931

Im Erich Reiss Verlag erschienen Zeitschriften wie Die Schaubühne, Tribüne der Kunst und der Zeit, Der Anbruch, Styl, Faust, Zukunft und der Dada Almanach. 